# Lepithrix castaneus
Lepithrix castaneus är en skalbaggsart som beskrevs av Dombrow 2007. Lepithrix castaneus ingår i släktet Lepithrix och familjen Melolonthidae. Inga underarter finns listade i Catalogue of Life.